# Zataz
Zataz est un site web français d'information traitant principalement de la délinquance informatique.

## Présentation et ligne éditoriale
Zataz, présenté comme un projet personnel du journaliste Damien Bancal, a pour vocation la vulgarisation de l'information concernant principalement la délinquance informatique. Le site se proclame le « premier magazine actualité informatique décalée » et prétend ainsi avoir pu aider plus de 8 000 sociétés françaises et une américaine au cours de son histoire,. 
Le nom du site est une référence directe au concept de TAZ (Temporary Autonomous Zone, soit Zone autonome temporaire, qui prend son origine dans l'œuvre de l'écrivain anarchisant Hakim Bey). Cependant, le site n'a aucun lien avec le monde du hacking, relayant (par le biais de brèves et d'articles divers, allant jusqu'à des interviews ou des reportages) des informations grand public relatives à la délinquance informatique, aux pirates, à la virologie informatique, l'hameçonnage (phishing), et à la protection de la vie privée des internautes.
Zataz couvre l'actualité de la délinquance informatique : des salons tels que le Forum International sur la Cybercriminalité font l'objet de reportages.

## Historique
L'historique complet de Zataz vu par son créateur a été publié sur le site ; en voici les dates les plus importantes :
- 1989 : lancement d'un fanzine par Damien Bancal, baptisé C.J.C. (Contre les Jeux Cons), puis Cocoon, puis C.C.C. (Croco Computer Club, clin d'œil au Chaos Computer Club Allemand), pour finalement se nommer H.E.S (Hackito Ergo Sum).
- 1998 : Damien Bancal et Éric Romang (alias wow) dans un cybercafé, projettent de transformer le fanzine H.E.S., version papier, en une version en ligne. ZATAZ Magazine est lancé. Quelques mois plus tard, Zataz.com voit le jour.
- 2001 : Zataz Magazine version papier sort en kiosque. Media Stone propose d'éditer Zataz.com en papier.
- 2005 : Media Stone ferme ses portes. Six éditeurs proposent de reprendre le magazine le lendemain de l'annonce de la fin de parution en kiosque. Six semaines après, Zataz Magazine V.2 revenait chez les libraires. Le nouvel éditeur était Posse Press (PC Team, Login:, Bedeka, etc.). Après trois numéros de la nouvelle version, celui-ci dépose le bilan.

## Critiques
Zataz est critiqué sur certains points de sa politique éditoriale, notamment le refus d'indiquer tous les détails techniques sur les problèmes de sécurité informatique qui sont évoqués sur le site - officiellement une question de légalité -, pour préférer l'application d'un protocole d'alerte lors de chaque intervention. Ce protocole consiste à avertir l'entreprise vulnérable, un avocat et selon le cas (dangerosité, fuites de données, ..) la CNIL ou encore l'OCLCTIC.
Plusieurs observateurs lui reprochent une tendance au sensationnalisme, car Zataz serait souvent flou quant aux circonstances exactes du déroulement des faits relatés. Lors d'une interview réalisée par Le Nouvel Observateur, Damien Bancal a également affirmé qu'il prenait bien le fait d'être qualifié de « Voici de l'underground ».
Il est également reproché à Zataz la non-couverture des événements du monde de la sécurité informatique (SSTIC, etc.) et les sujets liés de près ou de loin à la contre-culture underground du hacking, ce qui inclut à titre d'exemple les congrès et meetings du Chaos Computer Club, la convention DEF CON ou les meetings 2600. [réf. nécessaire]

### Divulgation de données privées sur présomption de culpabilité
Lors de cas exceptionnels, Zataz a divulgué des données privées (numéro de téléphone, adresses IP et courriels) sur des présumés auteurs de Scam (aussi appelé Fraude 4-1-9), qui étaient notamment basés en Côte d'Ivoire.

## Condamnation judiciaire
Zataz s'est vu condamné pour diffamation à la suite de la publication d'un article à propos d'une faille de sécurité affectant le système d'information de la société Forever Living Products,, qui l'aurait pourtant remercié à la suite du protocole d'alerte, et dont l'infrastructure informatique n'avait pas été mise en péril par l'article. Ce procès a amené Damien Bancal à solliciter le soutien financier de son lectorat pour payer un avocat et les frais occasionnés par la procédure. Si ce genre de procès n'est pas nouveau de la part des entreprises, les jugements se basaient jusqu'à présent sur la « jurisprudence Kitetoa ». Or le jugement au civil indique à ce jour un changement de jurisprudence dans ce genre d'affaire favorisant ainsi la condamnation des internautes. Forever France Products a annoncé le 25 septembre 2009 avoir pris la décision de ne pas exiger le recouvrement des sommes accordées par le jugement du tribunal en réparation du préjudice subi.